# 布里斯托廣場
55°56′42″N 3°11′22″W / 55.94500°N 3.18944°W

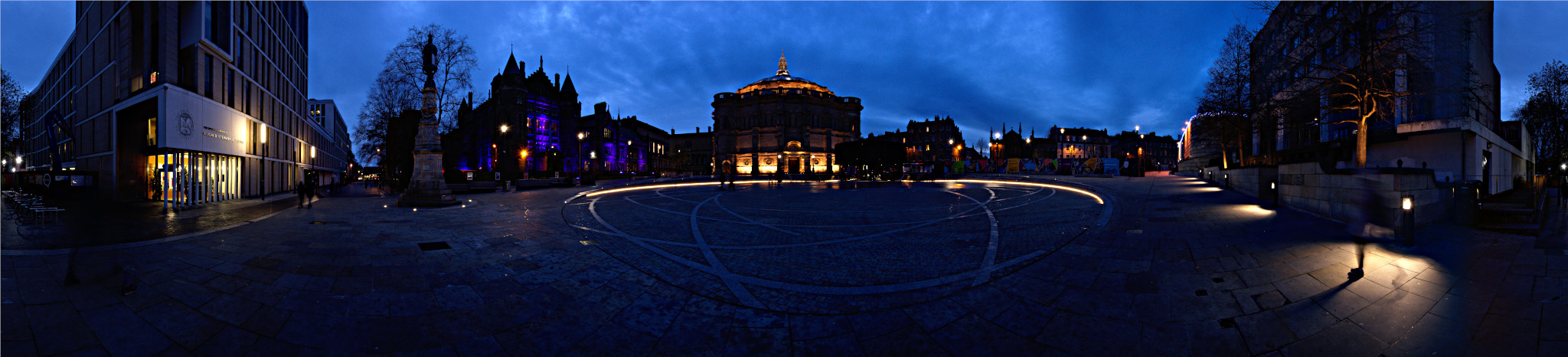
布里斯托广场全景，2021年11月

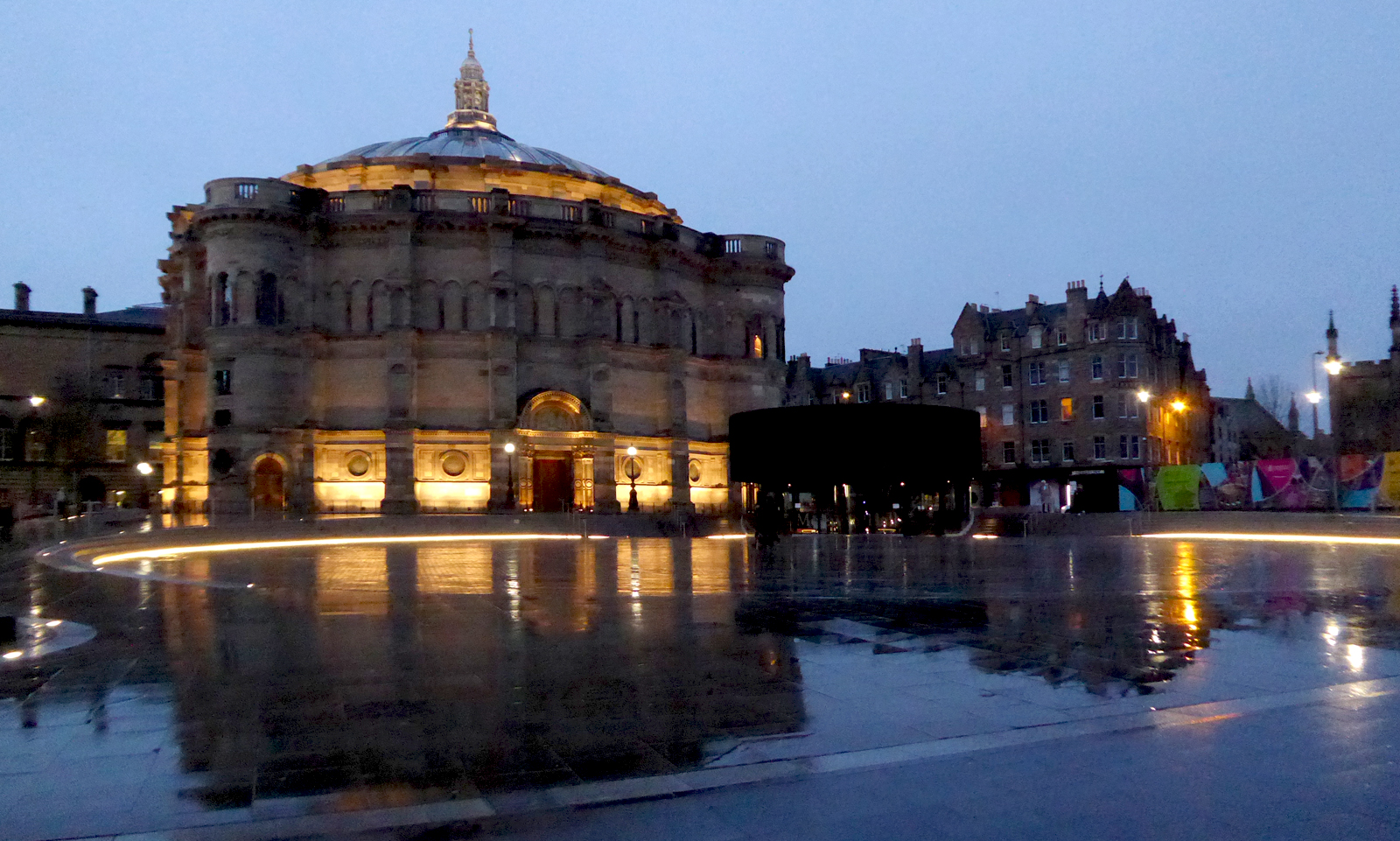
麦克尤恩厅入口

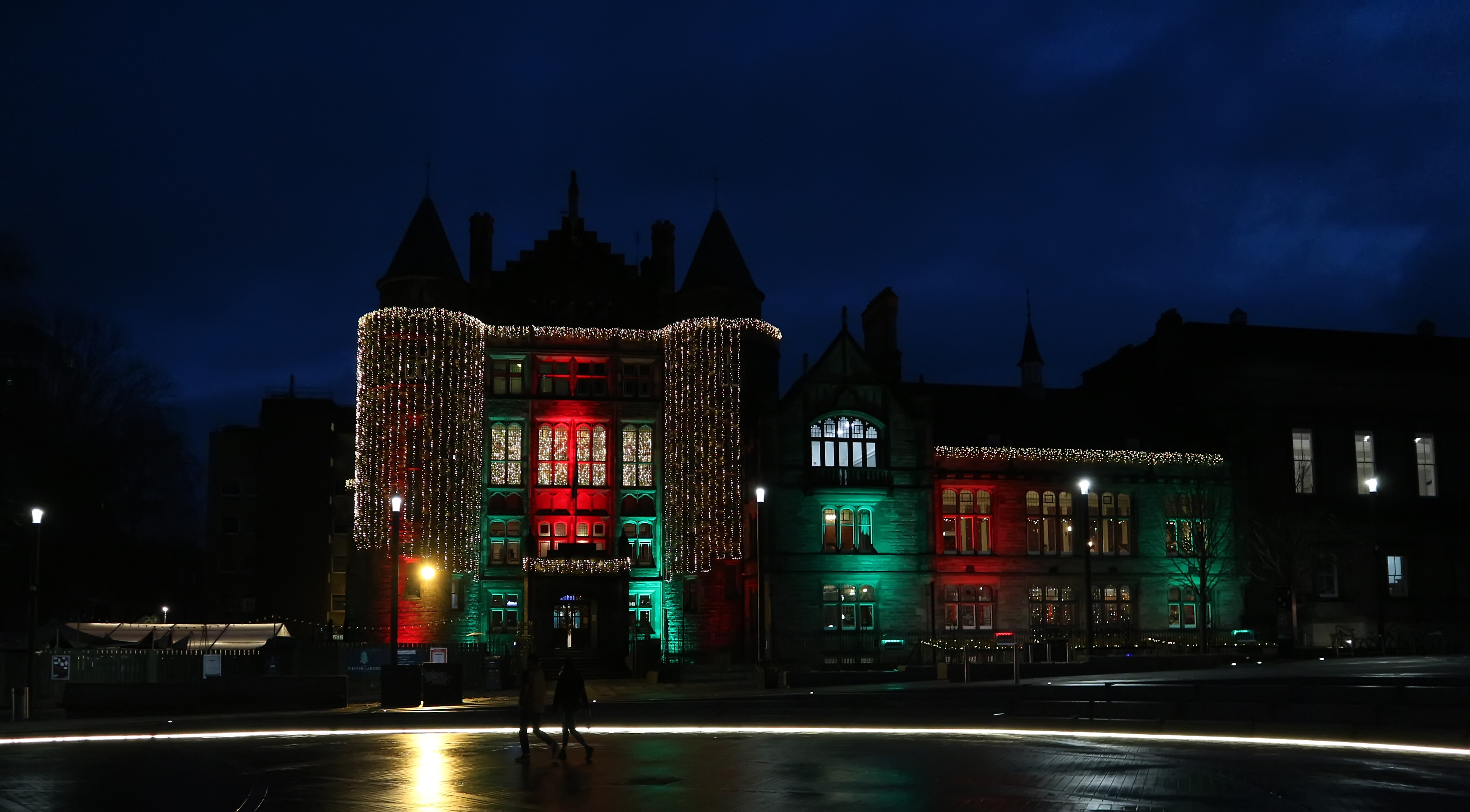
夜色下的Teviot楼

布里斯托廣場（Bristo Square）是蘇格蘭愛丁堡的一個廣場，位於愛丁堡大學的校區內，喬治四世橋和喬治廣場之間。這一廣場上的地標是A級登錄建築麥克尤恩廳。布里斯托廣場正式公開於1983年。